# Göteborgshumor

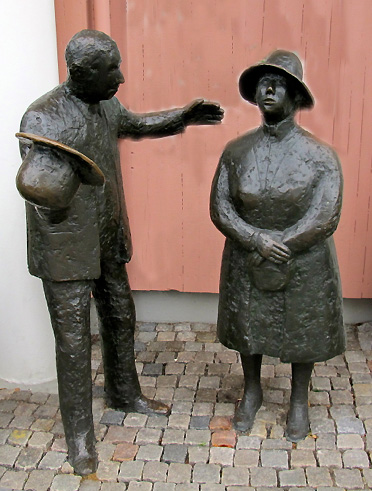
Skulpturgruppen Kal å Ada utförd i brons av Svenrobert Lundquist och avtäckt 1995 vid Lisebergs huvudentré.

Göteborgshumor är humor som anses kännetecknande för göteborgare. Till humorgenren räknas "Göteborgarhistorierna" med Kal å Ada i huvudrollerna, där ibland också Beda och Osborn figurerar. Många av historierna innehåller någon form av vits eller ordvits, så kallad "göteborgsvits", ofta ihop med träffsäkra och snabba repliker. I perioder har det varit populärt att vitsa om Stockholmare eller andra "utsocknes", men även att ge fyndiga namn åt byggnader eller företeelser är utbrett. Aron Jonason, hovfotograf till Oskar II, anges av traditionen som en av grundarna till göteborgsvitsen. Andra personer som fungerat som representanter för Göteborgshumorn är exempelvis Sten-Åke Cederhök, Sonya Hedenbratt och Sture Hegerfors.

## Historia
Vitsandet, eller ordlekandet, är känt i staden sedan ivarjefall 1700-talet. men blev verkligt populär under andra halvan av 1800-talet. Begreppet "Göteborgsvits" är känt sedan 1863, då det i Söndags-Nisse skrevs att "Göteborgs-witzen hufvudsakligast är en ordlek, der ljudlikheten är allt, meningen intet" Trots sin popularitet hade den inte alltid någon hög status. C.R.A. Fredberg skriver "att ordleken är humorns avigsida" och att "vitsen blir ofta en mycket dålig muntration, emedan de flesta vitsar äro dåliga." Tre personer som inledningsvis är omtalade som de stora Göteborgsvitsarna var Aron Jonason, Jonas Philipson och Joseph Josephi. De två första var publicister, den siste skräddare och alla tre var av judisk börd, vilket indikerar Göteborgsvitsens släktskap med den judiska humorn och långa tradition av vitsande. Ryktet om Göteborgsvitsandet gav upphov till idén att Göteborgaren var en kvick person, och det kvicka Göteborgsvitsandet blev en markör på personens intelligens. Albert Engström, som vid den här tiden bodde i Göteborg och som skriver att vitsen är "tungans saltomortal på kvickhetens bakgårdar", menade att göteborgaren sa att "den där inte kan vitsa är dum, och en dum person kan jag inte ha i min affär". Göteborgsvitsarna återberättades i dagstidningar och satirtidskrifter, men reste även ut i landet med de många göteborgska handelsresande, som använde vitsande och andra lustigheter som ett försäljningsknep på marknader och liknande för att attrahera köpare.

## Exempel på Göteborgshumor
En kväll då hovfotografen Aron Jonason fotograferat mycket och använt magnesiumblixt utbrister kung Oscar II -Det var väldigt vad Jonason blixtrar mycket! varvid Jonason blixtsnabbt (vad annars) replikerar -Ja blixtrar den ene så åskar den andre!.
I Göteborgs-Posten publiceras serierutan P.S, signerad Sture Hegerfors där en ordvits eller annan fyndighet publiceras.

## Byggnader och platser

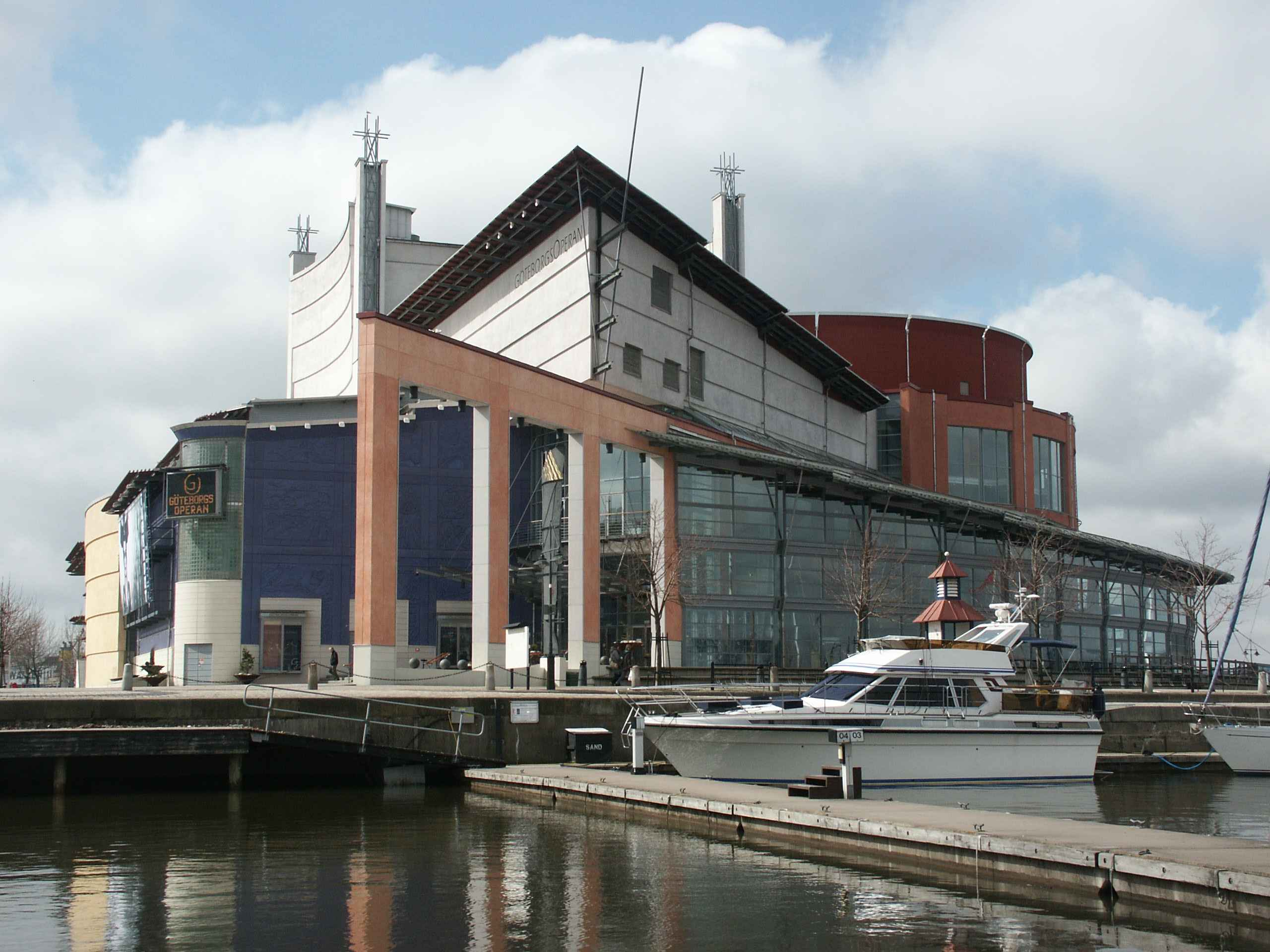
Ackordcentralen.

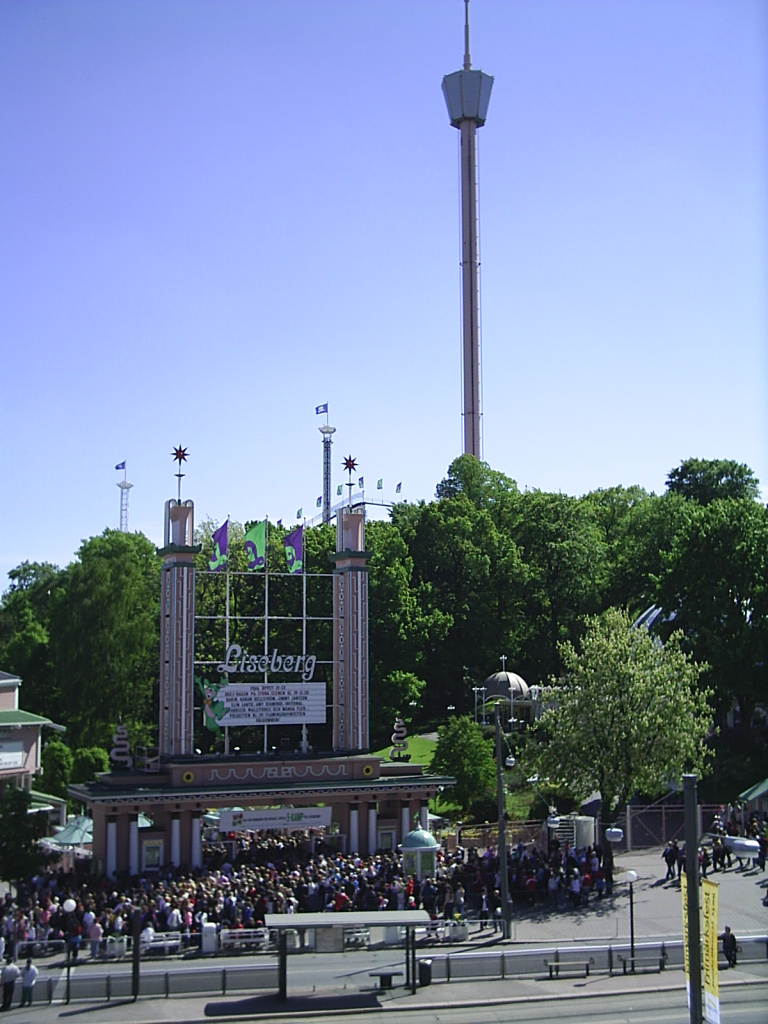
Ejfeltornet, Stoppnålen eller Synålen.

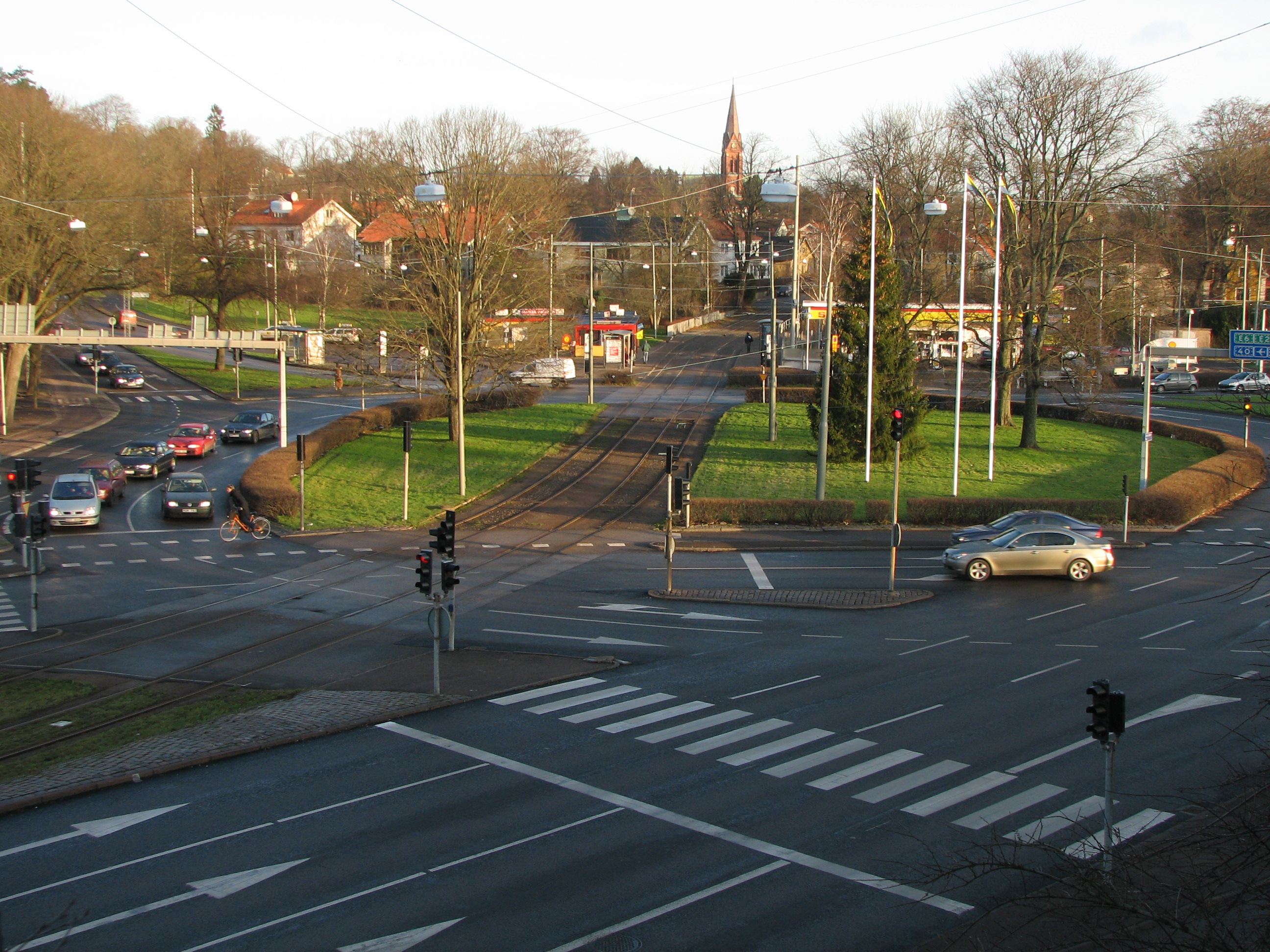
Röda torget.

I Göteborg finns en tradition att ge olika byggnader underhållande smeknamn. Här följer de mest kända:
- Ackordcentralen – Göteborgsoperan.[5]
- Batongskjulet – Polishuset vid Skånegatan.[6] På Polishusets tak finns Göteborgs häkte, travesti på Betongskjulet. Kallas även Hotell Skånegatan och Hotel Gripen.
- Berlinmuren – IBM:s dåvarande byggnad vid Lilla Bommen 3, då den "stänger effektivt utsikten mot vattnet från stan sett".[7]
- Betongskjulet – Hamnmagasin i armerad betong, ursprungligen uppfört för Svenska Amerika Linjen.[8]
- Big Glenn – Tidigare vindkraftverk vid Göteborgs hamninlopp.[9] Anspelar på att Göteborg ibland kallas Lilla London, och att man i London finner Big Ben, samt förnamnet Glenn (tidigare vanligt namn bland IFK-spelare).
- Biltvätten – Vattenspelet vid Götaplatsen.[10]
- Blötaplatsen – Vattenspelet vid Götaplatsen.[10]
- Bussbidén – Vattenspelet vid Götaplatsen.[10]
- Dimmornas bro – Bazarbron mellan Kungstorget och Kungsparken under Göteborgskalaset (anspelar på filmen Dimmornas bro).
- Dubbdäcket, Per Dubbdäcket (officiellt namn) – Parkeringsdäcket på Per Dubbsgatan.[11]
- Ejfeltornet – Den tidigare utsiktsattraktionen Lisebergstornet på Liseberg, numera åkattraktionen Atmosfear. Namnet anspelade på Eiffeltornet. Se även begreppet Stoppnålen.[12]
- Elyseum – museum tillhörande Göteborg Energi.[13]
- Ellysepalatset – Göteborg Energis huvudkontor i Gårda (anspelar på Élyséepalatset).[5]
- Emil Oförvägen – föreslaget namn på Sven Hultins Gata vid Chalmers. Första delen syftar på det namn chalmeristerna (Emil och Emilia) gjort sig kända under; den andra den studentikosa andan. Förslaget röstades ner i stadsfullmäktige.[14]
- Feskekörka (officiellt namn) – saluhallen för fiskförsäljning. Den liknar en kyrka utan torn.[15]
- Födkroken – Partihallarna i Olskroken.[16]
- Gasaremsan – Vägen från Älvsborgsbron mot Volvo Torslanda, där köerna lättar jämfört med före bron.
- Glennpire State Building – Karlatornet, namnet inspirerat av Empire State Building[17] och Glenn (tidigare vanligt namn bland IFK-spelare)
- Glenntan – fikaplats för fabriksarbetarna på Volvo Cars. Namnet tillägnat verkstadsklubbens ordförande Glenn Bergström.[18]
- Gylfen – Karlatornet då det ser ut som ett blixtlås.[19]
- Handelsrätten (officiellt namn) – matsalen på Handelshögskolan.[20]
- Hammaren och Skäran – järnvägsbroar. Skäran byggdes 1945 mellan Marieholmsbron och Sävenäs med en lång skarp kurva.[21] Hammaren byggdes senare mellan Skäran och Gamlestaden. (jämför Sovjetunionens flagga)
- Hedendomen – Kristus Konungens katolska kyrka, belägen vid Heden.[22]
- Hotell 11 (officiellt namn) – Hotell på Eriksberg[23] (anspelar på Göta älv som löper förbi hotellet, uttalas lokalt "älva", därav siffran)
- Hjultomten – Platsen där Göteborgshjulet stod.[24]
- Hotell Gripen – Häktet.[25] Se Batongskjulet.
- Hotell Skånegatan – Häktet. Se Batongskjulet.
- Högmässan – Hotel Gothia Towers – ett högt hotell i anslutning till Svenska Mässan. Namnet syftar på närliggande Svenska Mässans byggnad som uppfördes 1957.[26] Kallas även Fönsterskraporna.
- Kals bad eller Kals spad – Valhallabadet. Karlsbad är en kurort känd för sina varma källor, i Tjeckien.
- Kâlavagnen – Linje 7 som trafikerar Bergsjön som har en hel del gator med astronomiska namn.[27]
- Kopparmärra – Karl IX:s ryttarstaty vid Kungsportsplatsen. Hästen är egentligen en hingst, och gjord i brons.[28]
- Kaffe och Boular – Kaféet i Boulecenter Majvallen.[29]
- Kajalen - (Inte långt från Läppstiftet) Stenpiren Västtrafiks kaj för kollektivtrafikfärjorna[30] (jämför kajal)
- Kajskjul 9 – Göteborgsoperan. Ligger bredvid Kajskjul 8.[31]
- Kardassfurstinnan - Damen som tog emot avgiften i f.d. Kabinettet, den underjordiska toalettanläggningen vid Brunnsparken (anspelar på operan Czardasfurstinnan).[32]
- Kanalhuset – SVT:s nya byggnad på Norra Älvstranden.[33]
- Klavertrampet – En gångväg i Västra Frölunda som går mellan Dragspelsgatan och Pianogatan. Officiella namnet är Spinettstigen efter lekparken Spinetten som ligger i närheten.[34]
- Kållerado – åkattraktion på Liseberg (anspelar på Coloradofloden).
- Kålleseum – Scandinavium (anspelar på Colosseum).[35]
- Käppen – Ett långt trevåningshus i Västra Frölunda (57°39′12″N 11°55′01″Ö / 57.6533°N 11.917°Ö).[36]
- Läppstiftet – Den delvis röda Skanskaskrapan där Göteborgs stift har sitt kansli. Kallas även Vattenståndet.[37]
- Lösgommarna – Höghus i Västra Frölunda (57°39′30″N 11°55′03″Ö / 57.6582°N 11.9175°Ö).[38][39][40]
- Kommandobryggorna – Höghus i Västra Frölunda (57°39′05″N 11°55′10″Ö / 57.6513°N 11.9195°Ö).[41]
- Lågvattenmärket – Vattenspelet vid Götaplatsen.[10]
- Matvraket – En restaurangbåt som hette "Åtta Glas" och låg i Vallgraven sjönk och fick då sitt namn "Matvraket".[42]
- M/S Renat (officiellt namn) – en båt som gjorde rent i Vallgraven, anspelning på spriten "Renat".[43] Ersattes av M/S Ren-Ström.[44][45]
- M/S Ren-Ström (officiellt namn) – en båt som används för att rensa Göteborgs kanaler.[46][45] (jämför Renströmska)
- Mäte-Marit – en särskild spårvagn som mäter spårens skick.[47] (jämför Mette-Marit)
- Nisseplatsen/Nisseterminalen – Nils Ericsonterminalen (byggd på Nils Ericsonplatsen).[48]
- Nya Solevi – solcellspark i Säve. Namnet knyter an till diskussionerna om nya och gamla Ullevi men beskriver också vad det handlar om, nämligen förnybar energi från solen.[49]
- Nyfiket – Restaurang i Chalmers kårhus, invigd 1957.[50]
- Osthyveln – Innan Stora Bommens bro byggdes om var den så extremt låg att Paddanbåtarna med små marginaler passerade under, varför båtarnas guider varnade resenärerna och kallade bron för Osthyveln.[51][52]
- P-Arken – Båt som är parkeringshus vid Rosenlund.[53]
- Pehrstorp – Volvos huvudkontor, uppkallat efter Volvochefen Pehr G. Gyllenhammar.[54]
- Pehr i Skåpet – Lilla Bommen (Läppstiftet) vid Götaälvbron när tidigare Volvochefen Pehr G. Gyllenhammar hade kontor där. Anspelade på att byggnaden även kallades Periskopet.[55]
- Pressyltan (officiellt namn) – Göteborgs-Postens personalrestaurang, numera nedlagd.[56]
- Poseid-ån – Vattenspelet vid Götaplatsen.[10]
- Pöl Harbour – Utomhusbassäng i Frihamnen, byggd 2015.[57]
- Högfärden – Åkattraktionen Lisebergshjulet.[58] Har även haft smeknamn såsom Rullevi, Götavarvet, Hjulevi och Scandinavet. Platsen där pariserhjulet tidigare stod kallades för Hjultomten.[24]
- Rätt nära Ullevi – Tingsrätten som ligger i närheten av fotbollsarenan Ullevi.[59]
- Röda torget – S:t Sigfrids plan.[60] Där ligger ryska konsulatet. Det sägs även att det mycket stora antal trafikljus som reglerar trafiken vid platsen bidragit till namnet genom att göra det dubbelt passande. Likaså att spårvagn nummer 5, som har röda skyltar, passerar där.
- Röde Orm – den rödmålade och kurviga vägbron Partihallsförbindelsen i Gamlestaden, öppnad 1 december 2011.[61][62]
- Skäraton – Postcentralen i Gullbergsvass, på grund av färgen på dess väggar. Sheraton hotell som tidigare låg i närheten av Postcentralen, hade skära ytterväggar.[63]
- Solinavium – solcellspark i Utby. Namnet är en mix av sol och arenan Scandinavium. Spinner vidare på temat för namnet på Göteborgs första solcellspark Nya Solevi.[64]
- Sponsringen (officiellt namn) –  Den runda fontänen/isbanan i Bältespännarparken, sponsrad av en byggfirma.[65]
- Stoppnålen – Den höga utsiktsattraktionen Lisebergstornet på Liseberg, som när den var ny fastnade flera gånger. Se även Ejfeltornet och Synålen.[12]
- Stureplan – Nybyggda Gamla Ullevi, som ligger i närheten av Sten Sturegatan. Dessutom uppdrogs det till Sture Allén att komma på ett namn till den nya arenan.[66]
- Styr & ställ (officiellt namn) – system med stationer för hyrcyklar.[67]
- SUturen – Internbussen mellan sjukhusen i Göteborg (SU, Sahlgrenska Universitetssjukhuset).[68]
- Svartbygget – Gröna skrapan, Skanskas höghus i Gårda.[69]
- Svettekôrka – Bastun i Frihamnen, byggd 2015.[70][71]
- Synpunkten (officiellt namn) – Tidigare namn på Västtrafiks för mottagande av synpunkter. Anspelar på Tidpunkten.[72]
- Synålen – Den tidigare höga utsiktsattraktionen Lisebergstornet på Liseberg. Se även Ejfeltornet och Stoppnålen.[12]
- Synvillan – SVT:s gamla byggnad vid Delsjövägen,[73] riven 2010 – den grusplan som blev kvar kallas ibland synfältet.[74]
- Tian - Tingstadstunneln, som är under älva (11).[75]
- Tidpunkten (officiellt namn) – Tidigare namn på Västtrafiks informationscentraler.[72]
- Tjôtaverken – Sveriges Radios nya byggnad, belägen i det gamla varvsområdet (anspelar på Götaverken).[76]
- Tolvan – Götaälvbron då bron ligger över älva (11).[77]
- Tratten – panncentral i Västra Frölunda.[78]
- Trekvarten – Det östra tornet i Hotel Gothia Towers.[79]
- Urinröret - den plastinklädda gångbron Torsten Henriksons gångbro, som gick från Lilla Bommen till Nordstan.
- Vattenståndet – Den rödvita Skanskaskrapan vid Lilla Bommen.[37] Se även Läppstiftet.
- Vita huset – Bergslagsbanans stationshus.[80]
- Älvsnabbare (officiellt namn) – En passagerarbåt som trafikerar Göta älv, drivs av Västtrafik. Snabbare än Älvsnabben.[81]
- Älvsnabben (officiellt namn) – En passagerarbåt som trafikerar Göta älv, drivs av Västtrafik.[81] Refererar till minfartyget HMS Älvsnabben i Svenska flottan.
- Öster om Heden – Bostadsområde i närheten av Heden[82] (anspelar på John Steinbecks roman Öster om Eden).